# Magkaribal
Magkaribal ((fr) Rivales) est une série télévisée philippine diffusée sur l'ABS-CBN aux Philippines du 28 juin 2010 au 5 novembre 2010. Elle a également été diffusée sur Antenne Réunion en France à partir 13 février 2012.
Magkaribal se déroule dans le milieu de la mode.

## Distribution

### Acteurs principaux
- Gretchen Barretto - Victoria Valera/Anna Abella
- Bea Alonzo - Gelai Agustin/Angela Abella
- Derek Ramsay - Louie Villamor
- Erich Gonzales - Chloe Abella
- Enchong Dee - Caloy Javier
- Angel Aquino - Vera Cruz Abella

### Caractères de soutien
- Robert Arevalo - Ronaldo Valera
- Mark Gil - Manuel Abella†
- John Arcilla - Hermes Agustin
- Arlene Mulach - Sonia Agustin
- Lyka Ugarte - Betsy
- Bianca Manalo - Gigi Fernando
- Nina Ricci Alagao Donna
- Beatriz Saw - Kate
- Toffee Calma - Jean Paul
- R.S. Francisco - Gian Franco
- Artemio Abad - Johnny
- Rodjun Cruz - Calvin
- Marc Abaya - Neil Olaguer
- Lorenzo Mara - Salvador
- R.J. Ledesma - Christian Ocampo
- Edward Mendez - Marc Laurel
- Christian Vasquez - Paul

### Participation spéciale
- Kathryn Bernardo - Anna Abella/Victoria Valera (jovem)
- Barbie Sabino - Angela Abella/Gelai Agustin (jovem)
- Nash Aguas - Louie/Doz (jovem)
- Dimples Romana - Stella Abella† (jovem)
- James Blanco - Manuel Abella (jovem)
- Alessandra de Rossi - Vera Cruz (jovem)

### Sources
- (en) Cet article est partiellement ou en totalité issu de l’article de Wikipédia en anglais intitulé « Magkaribal » (voir la liste des auteurs).